# Riccardo di Montecassino
Riccardo di Montecassino OSB († 1. März 1262 in Montecassino) war ein italienischer Benediktiner, Abt von Montecassino und Kardinal der Römischen Kirche. Einige Quellen verwechseln ihn mit Riccardo Annibaldi († 1276).

## Leben
Riccardo trat in das Mutterkloster der Benediktiner auf dem Montecassino ein. Im Jahre 1252 wurde er Abt von Montecassino.
Zwischen dem 17. August 1255 und dem 1. Februar 1256 wurde er von Papst Alexander IV. zum Kardinalpriester von San Ciriaco alle Terme erhoben. Weil er jedoch an der Krönung des sizilianischen Königs Manfred teilgenommen hatte, den der Papst als Usurpator ansah, wurde Riccardo am 10. August 1259 durch Alexander IV. seiner Ämter enthoben. Dank der Protektion durch König Manfred behielt Riccardo jedoch seine Position als Abt von Montecassino. Ende 1261 soll er Kardinalprotopriester gewesen sein.
Riccardo di Montecassino starb 1262 in der Abtei Montecassino und wurde dort beigesetzt.